# Persone di nome Maria/Religiose
| Questa pagina contiene informazioni ricavate automaticamente dalle voci biografiche con l'ausilio del template Bio e di un bot. L'aggiornamento è periodico e automatico e ricostruisce completamente la pagina. Se manca una persona in questa lista, sei pregato di non aggiungerla, ma accertati piuttosto che la sua voce biografica contenga il template Bio e che i dati anagrafici siano correttamente compilati. Se il template Bio manca, inseriscilo tu stesso o, in alternativa, metti l'avviso {{tmp\|Bio}} che ne segnala la mancanza. Se i dati riportati sono sbagliati, correggi direttamente la voce biografica; le modifiche saranno visibili in questa lista entro pochi giorni. Per chiarimenti vedi il progetto antroponimi. La lista contiene solo le 127 persone che sono citate nell'enciclopedia e per le quali è stato implementato correttamente il template Bio. Pagina aggiornata al 6 ago 2025. |

Questa è una lista di persone presenti nell'enciclopedia che hanno il nome Maria e sono religiose.

## A(5)
- Maria Clementina Anuarite Nengapeta, religiosa della Repubblica Democratica del Congo (Wamba, n. 1939 - Isiro, † 1964)
- Maria Carmela Ascione, religiosa e mistica italiana (Barra, n. 1799 - Napoli, † 1875)
- Maria Angela Astorch, religiosa spagnola (Barcellona, n. 1592 - Murcia, † 1665)
- Angela Maria Autsch, religiosa tedesca (Röllecken, n. 1900 - Auschwitz, † 1944)
- Amalia Streitel, religiosa tedesca (Mellrichstadt, n. 1844 - Castel Sant'Elia, † 1911)

## B(10)
- Maria Bartolomea Bagnesi, religiosa italiana (Firenze, n. 1514 - Firenze, † 1577)
- Maria Barba, religiosa e mistica italiana (Catanzaro, n. 1884 - Ragusa, † 1949)
- Maria Giuseppina Benvenuti, religiosa sudanese (Kordofan - Serra de' Conti, † 1926)
- Maria Elena Berini, religiosa e missionaria italiana (Sondrio, n. 1944)
- Maria Arcangela Biondini, religiosa italiana (Corfù, n. 1641 - Arco, † 1712)
- Maria Bertilla Boscardin, religiosa italiana (Goia di Brendola, n. 1888 - Treviso, † 1922)
- Maria Josefa Karolina Brader, religiosa svizzera (Kaltbrunn, n. 1860 - Pasto, † 1943)
- Maria Domenica Brun Barbantini, religiosa italiana (Lucca, n. 1789 - Lucca, † 1868)
- Maria Alfonsa Bruno, religiosa italiana (Tarquinia, n. 1937 - Messina, † 1994)
- Maria Bernarda Bütler, religiosa svizzera (Auw, n. 1848 - Cartagena de Indias, † 1924)

## C(10)
- Maria Margherita Caiani, religiosa italiana (Poggio a Caiano, n. 1863 - Firenze, † 1921)
- Maria di Campello, religiosa italiana (Torino, n. 1875 - Campello sul Clitunno, † 1961)
- Maria Teresa Casini, religiosa italiana (Frascati, n. 1864 - Grottaferrata, † 1937)
- Maria Carola Cecchin, religiosa italiana (Cittadella, n. 1877 - Mar Rosso, † 1925)
- Maria Teresa Chiramel Mankidiyan, religiosa indiana (Puthenchira, n. 1876 - Kuzhikkattusseny, † 1926)
- Maria Raffaella Cimatti, religiosa italiana (Faenza, n. 1861 - Alatri, † 1945)
- Maria Antonia Colonna, religiosa italiana (Palermo, n. 1634 - Marino, † 1682)
- Maria Raffaela Coppola, religiosa italiana (Casal di Principe, n. 1883 - Napoli, † 1922)
- Maria Crocifissa Cosulich, religiosa italiana (Fiume, n. 1852 - Fiume, † 1922)
- Maria Crocifissa Curcio, religiosa italiana (Ispica, n. 1877 - Santa Marinella, † 1957)

## D(15)
- Maria Ludovica De Angelis, religiosa italiana (San Gregorio, n. 1880 - La Plata, † 1962)
- Maria Vittoria De Fornari Strata, religiosa italiana (Genova, n. 1562 - Genova, † 1617)
- Maria De Mattias, religiosa italiana (Vallecorsa, n. 1805 - Roma, † 1866)
- Maria Pierina De Micheli, religiosa italiana (Milano, n. 1890 - Centonara, † 1945)
- Maria Cira Destro, religiosa e mistica italiana (Corleone, n. 1782 - Corleone, † 1818)
- Maria Di Gregorio, religiosa italiana (Castellammare del Golfo, n. 1885 - Palermo, † 1976)
- Maria Crocifissa Di Rosa, religiosa italiana (Brescia, n. 1813 - Brescia, † 1855)
- Maria Enrichetta Dominici, religiosa italiana (Carmagnola, n. 1828 - Torino, † 1894)
- Maria Anna Donati, religiosa italiana (Marradi, n. 1848 - Firenze, † 1925)
- Irmã Dulce, religiosa brasiliana (Salvador da Bahia, n. 1914 - Salvador da Bahia, † 1992)
- Maria Apollonia di Savoia, religiosa italiana (Torino, n. 1594 - Roma, † 1656)
- Maria d'Oignies, religiosa belga (Nivelles, n. 1177 - † 1213)
- Maria d'Austria, religiosa austriaca (Innsbruck, n. 1584 - Innsbruck, † 1649)
- Maria de la Concepción Barrecheguren y García, religiosa spagnola (Granada, n. 1905 - Granada, † 1927)
- María del Refugio Aguilar y Torres, religiosa messicana (San Miguel de Allende, n. 1866 - Città del Messico, † 1937)

## F(1)
- Maria Teresa Fasce, religiosa italiana (Torriglia, n. 1881 - Cascia, † 1947)

## G(2)
- Maria Gargani, religiosa italiana (Morra De Sanctis, n. 1892 - Napoli, † 1973)
- Maria Francesca Giannetto, religiosa italiana (Camaro Superiore, n. 1902 - Camaro Superiore, † 1930)

## H(2)
- Maria Elisabeth Hesselblad, religiosa svedese (Fåglavik, n. 1870 - Roma, † 1957)
- Maria Crescentia Höss, religiosa tedesca (Kaufbeuren, n. 1682 - Kaufbeuren, † 1744)

## I(1)
- Maria Eufrasia Iaconis, religiosa italiana (Casino di Calabria, n. 1867 - Buenos Aires, † 1916)

## K(4)
- Maria Karłowska, religiosa polacca (Karłowo, n. 1865 - Pniewite, † 1935)
- Katharina Kasper, religiosa tedesca (Dernbach, n. 1820 - Dernbach, † 1898)
- Maria Faustina Kowalska, religiosa polacca (Głogowiec, n. 1905 - Cracovia, † 1938)
- Maria Antonina Kratochwil, religiosa polacca (Ostrava, n. 1881 - Stanislav, † 1942)

## L(2)
- Maria Teresa Ledóchowska, religiosa polacca (Loosdorf, n. 1863 - Roma, † 1922)
- Maria di Gesù López de Rivas Martínez, religiosa spagnola (Tartanedo, n. 1560 - Toledo, † 1640)

## M(40)
- Blandina del Sacro Cuore, religiosa tedesca (Düppenweiler, n. 1883 - Treviri, † 1918)
- Maria Cristina Brando, religiosa italiana (Napoli, n. 1856 - Casoria, † 1906)
- Maria Restituta Kafka, religiosa austriaca (Hussowitz, n. 1894 - Vienna, † 1943)
- Maria Laura Mainetti, religiosa e educatrice italiana (Colico, n. 1939 - Chiavenna, † 2000)
- Nazarena Majone, religiosa italiana (Graniti, n. 1869 - Roma, † 1939)
- Maria Mancini, religiosa italiana (Pisa, n. 1355 - Pisa, † 1431)
- Maria Egiziaca, religiosa, monaca cristiana e santa egiziana (Alessandria d'Egitto - † 421)
- Maria dell'Incarnazione Avrillot, religiosa francese (Parigi, n. 1566 - Pontoise, † 1618)
- Maria Maddalena Starace, religiosa italiana (Castellammare di Stabia, n. 1845 - Castellammare di Stabia, † 1921)
- Maria di Sant'Eufrasia Pelletier, religiosa francese (Noirmoutier-en-l'Île, n. 1796 - Angers, † 1868)
- Maria Eugenia di Gesù, religiosa francese (Metz, n. 1817 - Parigi, † 1898)
- Maria Anna di Gesù de Paredes, religiosa ecuadoriana (Quito, n. 1618 - Quito, † 1645)
- Maria Francesca delle Cinque Piaghe, religiosa italiana (Napoli, n. 1715 - Napoli, † 1791)
- Maria Maddalena dell'Incarnazione, religiosa e mistica italiana (Porto Santo Stefano, n. 1770 - Roma, † 1824)
- Maria dell'Incarnazione Guyart, religiosa francese (Tours, n. 1599 - Québec, † 1672)
- Maria Francesca di Gesù, religiosa e missionaria italiana (Carmagnola, n. 1844 - Montevideo, † 1904)
- Maria Caterina di Sant'Agostino, religiosa francese (Saint-Sauveur-le-Vicomte, n. 1632 - Québec, † 1668)
- Maria del Divin Cuore, religiosa tedesca (Münster, n. 1863 - Porto, † 1899)
- Maria di Gesù Deluil-Martiny, religiosa francese (Marsiglia, n. 1841 - Marsiglia, † 1884)
- Maria del Transito di Gesù Sacramentato, religiosa argentina (Santa Leocadia, n. 1821 - San Vicente, † 1885)
- Maria Anna di Gesù Navarro, religiosa spagnola (Madrid, n. 1565 - Madrid, † 1624)
- Maria Crocifissa Satellico, religiosa italiana (Venezia, n. 1706 - Ostra Vetere, † 1745)
- Maria de Cervellòn, religiosa spagnola (Barcellona, n. 1230 - Barcellona, † 1290)
- Maria Crocifissa delle Piaghe di Gesù, religiosa italiana (Napoli, n. 1782 - Napoli, † 1826)
- Maria della Trinità, religiosa e mistica sudafricana (Pretoria, n. 1901 - Gerusalemme, † 1942)
- Maria Crocifissa Costantini, religiosa italiana (Tarquinia, n. 1713 - Tarquinia, † 1787)
- Maria Benedicta Föhrenbach, religiosa tedesca (Oberkirch, n. 1883 - Friburgo in Brisgovia, † 1961)
- María di Ágreda, religiosa e mistica spagnola (Ágreda, n. 1602 - Ágreda, † 1665)
- Maria Maddalena Martinengo, religiosa e mistica italiana (Brescia, n. 1687 - Brescia, † 1737)
- Maria Pia Mastena, religiosa e beata italiana (Bovolone, n. 1881 - Roma, † 1951)
- Maria Elisabetta Mazza, religiosa italiana (Martinengo, n. 1886 - Bergamo, † 1950)
- Maria Domenica Mazzarello, religiosa italiana (Mornese, n. 1837 - Nizza Monferrato, † 1881)
- Maria Domenica Melone, religiosa e teologa italiana (La Spezia, n. 1964)
- Maria Merkert, religiosa tedesca (Nysa, n. 1817 - Nysa, † 1872)
- Leonia Milito, religiosa italiana (Sapri, n. 1913 - Cambé, † 1980)
- Maria Rosa Molas y Vallvé, religiosa spagnola (Reus, n. 1815 - Tortosa, † 1876)
- Maria Teresa di Monaco, religiosa monegasca (n. 1662 - † 1738)
- Maria Paola Muzzeddu, religiosa italiana (Aggius, n. 1913 - † 1971)
- Maria Clemenza Staszewska, religiosa polacca (Złoczew, n. 1890 - Oświęcim, † 1943)
- Maria Marta di Gesù Wołowska, religiosa polacca (Lublino, n. 1879 - Slonim, † 1942)

## N(1)
- Maria Teresa Nuzzo, religiosa e medico maltese (La Valletta, n. 1851 - Ħamrun, † 1923)

## O(1)
- Maria Ormani, religiosa, calligrafa e miniatrice italiana (Repubblica di Firenze, n. 1428 - Monastero di San Gaggio, † 1470)

## P(5)
- Maria Veronica del Santissimo Sacramento, religiosa italiana (Ferrara, n. 1896 - Ferrara, † 1964)
- Maria Assunta Pallotta, religiosa italiana (Force, n. 1878 - Tong-Eul-Keou, † 1905)
- Maria Adeodata Pisani, religiosa italiana (Napoli, n. 1806 - Medina, † 1855)
- Maria Maddalena Postel, religiosa francese (Barfleur, n. 1756 - Saint-Sauveur-le-Vicomte, † 1846)
- Maria Luisa Prosperi, religiosa italiana (Fogliano, n. 1799 - Trevi, † 1847)

## R(6)
- Maria Lorenza Longo, religiosa spagnola (Lleida, n. 1463 - Napoli, † 1539)
- Maria Leonarda Ranixe, religiosa italiana (Porto Maurizio, n. 1796 - Diano Castello, † 1875)
- Maria Elisabetta Renzi, religiosa italiana (Saludecio, n. 1786 - Coriano, † 1859)
- Maria Repetto, religiosa italiana (Voltaggio, n. 1809 - Genova, † 1890)
- Maria Roccaforte, religiosa italiana (Bivona, n. 1597 - Bivona, † 1648)
- Maria Giuseppa Rossello, religiosa italiana (Albissola Marina, n. 1811 - Savona, † 1880)

## S(12)
- Maria Diomira del Verbo Incarnato, religiosa italiana (Genova, n. 1708 - Fanano, † 1768)
- Maria Gabriella Sagheddu, religiosa italiana (Dorgali, n. 1914 - Grottaferrata, † 1939)
- Maria Anna Sala, religiosa italiana (Brivio, n. 1829 - Milano, † 1891)
- Maria Josefa Sancho de Guerra, religiosa spagnola (Vitoria, n. 1842 - Bilbao, † 1912)
- Maria di Sassonia-Weimar, religiosa tedesca (Weimar, n. 1571 - Halle, † 1610)
- Maria Theresia Scherer, religiosa svizzera (Meggen, n. 1825 - Ingenbohl, † 1888)
- Maria Schininà, religiosa italiana (Ragusa, n. 1844 - Ragusa, † 1910)
- Maria Elisabetta di Schleswig-Holstein-Gottorp, religiosa tedesca (Amburgo, n. 1678 - Quedlinburg, † 1755)
- Maria Teresa Scrilli, religiosa italiana (Montevarchi, n. 1825 - Firenze, † 1889)
- Maria Teresa de Soubiran La Louvière, religiosa francese (Castelnaudary, n. 1834 - Parigi, † 1889)
- Maria Helena Stollenwerk, religiosa tedesca (Rollesbroich, n. 1852 - Steyl, † 1900)
- Maria Margherita Szewczyk, religiosa polacca (Szepetówka, n. 1828 - Nieszawa, † 1905)

## T(5)
- Maria Grazia Tarallo, religiosa italiana (Napoli, n. 1866 - San Giorgio a Cremano, † 1912)
- Maria Soledad Torres Acosta, religiosa e infermiera spagnola (Madrid, n. 1826 - Madrid, † 1887)
- Maria Agnese Tribbioli, religiosa italiana (Firenze, n. 1879 - Firenze, † 1965)
- Maria Troncatti, religiosa italiana (Corteno, n. 1883 - Sucúa, † 1969)
- Maria Angela Truszkowska, religiosa polacca (Kalisz, n. 1825 - Cracovia, † 1899)

## V(3)
- Maria Giuseppina Valdettaro, religiosa italiana (Savona, n. 1889 - Savona, † 1984)
- Maria Velotti, religiosa italiana (Soccavo, n. 1826 - Casoria, † 1886)
- Maria Fortunata Viti, religiosa italiana (Veroli, n. 1827 - Veroli, † 1922)

## Z(1)
- Maria Lucrezia Zileri dal Verme, religiosa italiana (Parma, n. 1839 - Parma, † 1923)

## Ü(1)
- Maria Euthymia Üffing, religiosa tedesca (Halverde, n. 1914 - Münster, † 1955)